# João de Sousa da Fonseca Costa

Armas do visconde de Penha, as mesmas das famílias Fonseca e Costa.

João de Sousa da Fonseca Costa, barão e visconde com grandeza da Penha (Rio de Janeiro, 30 de abril de 1823 — Paris, 9 de janeiro de 1902), foi um militar brasileiro.
Filho do marechal Manuel Antônio da Fonseca Costa, marquês da Gávea, e de Maria Amália de Mendonça Corte Real, casou-se com sua prima Maria da Penha Pinto de Miranda Montenegro, filha do visconde de Vila Real da Praia Grande.
Foi marechal do Exército, participando da Guerra contra Aguirre e da Guerra do Paraguai. Foi conselheiro de guerra, dignitário da Imperial Ordem do Cruzeiro, grã-cruz da Imperial Ordem de Avis, oficial da Imperial Ordem da Rosa e comendador da Imperial Ordem de Cristo.
Foi agraciado barão por decreto de 10 de junho de 1874 e visconde com grandeza em 20 de junho 1888.